# New Hampton (Nou Hampshire)
New Hampton és una població dels Estats Units a l'estat de Nou Hampshire. Segons el cens del 2000 tenia 1.950 habitants.

## Demografia
Segons el cens del 2000, New Hampton tenia 1.950 habitants, 726 habitatges, i 538 famílies. La densitat de població era de 20,5 habitants per km².
Dels 726 habitatges en un 35% hi vivien nens de menys de 18 anys, en un 62,3% hi vivien parelles casades, en un 6,7% dones solteres, i en un 25,8% no eren unitats familiars. En el 18,7% dels habitatges hi vivien persones soles el 8,1% de les quals corresponia a persones de 65 anys o més que vivien soles. El nombre mitjà de persones vivint en cada habitatge era de 2,68 i el nombre mitjà de persones que vivien en cada família era de 3,06.
Per edats la població es repartia de la següent manera: un 26,8% tenia menys de 18 anys, un 6,2% entre 18 i 24, un 30% entre 25 i 44, un 24,6% de 45 a 60 i un 12,4% 65 anys o més.
L'edat mediana era de 38 anys. Per cada 100 dones de 18 o més anys hi havia 98,5 homes.
La renda mediana per habitatge era de 47.583$ i la renda mediana per família de 52.366$. Els homes tenien una renda mediana de 32.095$ mentre que les dones 26.181$. La renda per capita de la població era de 20.336$. Entorn del 2,7% de les famílies i el 4,7% de la població estaven per davall del llindar de pobresa.